# 諾森伯蘭縣 (安大略省)
諾森伯蘭縣（英語：Northumberland County）是加拿大安大略省南部一個地方行政區，其行政範圍包括七個鎮和鄉，縣治位於科堡。諾森伯蘭縣南面瀕臨安大略湖，西接杜林區，北鄰彼得堡縣，東及黑斯廷斯縣。據2011年人口普查所示，諾森伯蘭縣有82126名居民。
此帶於1802年成為紐卡素區（District of Newcastle）一部分，到1850年該區改組成為諾森伯蘭與杜林聯合縣（United Counties of Northumberland and Durham）。1974年，安省政府解散諾森伯蘭與杜林聯合縣，該政區西部成為新成立的杜林區一部分，餘下部分則組成諾森伯蘭縣並維持之今。

## 轄區
- 艾恩維克－哈爾迪曼德鄉（Township of Alnwick/Haldimand）
- 布萊頓自治區（Municipality of Brighton）
- 科堡鎮（Town of Cobourg）
- 克拉馬希鄉（Township of Cramahe）
- 咸美頓鄉（Township of Hamilton）
- 合普港自治區（Municipality of Port Hope）
- 特倫特山自治區（Municipality of Trent Hills）

## 外部連結
- （英文）諾森伯蘭縣官方網站（页面存档备份，存于）